# Noe Chomeriki
Noe Chomeriki (gruz. ნოე ხომერიკი; ur. 1883, zm. 1924) – gruziński polityk, mienszewik, minister rolnictwa w rządzie Demokratycznej Republiki Gruzji.
Pochodził z Gurii. W młodości związał się z miejscowym ruchem chłopskim, wstąpił do Socjaldemokratycznej Partii Robotnicza Rosji, w której poparł frakcję mienszewicką. W czasie rewolucji 1905 roku brał udział w tworzeniu Republiki Gurijskiej.
Po utworzeniu Demokratycznej Republiki Gruzji Chomeriki został wybrany na deputowanego Zgromadzenia Konstytucyjnego Gruzji. W maju 1918 otrzymał także tekę ministra rolnictwa i pracy w mienszewickim rządzie. W styczniu 1919 przeprowadził reformę rolną, w czasie której ziemie należące niegdyś do rosyjskiego skarbu państwa, a po nim do państwa gruzińskiego, zostały rozparcelowane między prywatnych właścicieli.
Po radzieckim podboju Gruzji Chomeriki razem z całym gruzińskim rządem emigrował. W listopadzie 1922 nielegalnie wrócił do kraju, by przejąć kierownictwo w Komitecie Niepodległości - organie kierującym przygotowaniami do zbrojnego powstania antybolszewickiego. Prawdopodobnie jego przyjazd miał umożliwić dalszą pracę Komitetu po aresztowaniach gruzińskich oficerów przez Czeka. Być może Chomeriki miał także przekonać gruzińskie oddziały partyzanckie, by nie rozpoczęły walki na początku r. 1924, jak było pierwotnie planowane, lecz by przełożyły akcję na moment rozpoczęcia sesji Ligi Narodów. Po roku działania w podziemiu został aresztowany przez Czeka razem z innymi przywódcami mienszewickimi: Benią Czchszkaszwilim, Waso Nodią i Seidem Dewdarianim, wtedy też bolszewickie służby przejęły polecenia Noe Żordanii dotyczące przyszłego powstania. Po stłumieniu powstania sierpniowego w 1924 został rozstrzelany.